# Estación Central (Metropolitano)
La Estación Central es una estación subterránea del Metropolitano en Lima. Está ubicada bajo el Paseo de los Héroes Navales, entre la Plaza Grau y Av. Bolivia/Roosevelt, en el Cercado de Lima. Desde esta estación hacia el norte, comienza la bifurcación del corredor.
En sus alrededores destaca el Palacio de Justicia, el Centro Cívico, Edificio Rímac, Museo de Arte Italiano, Hotel Sheraton, entre otros edificios y plazas que conforman el Centro Histórico de Lima y el Centro Comercial Real Plaza Centro Cívico.
Pero el edificio o plaza más cercana a la Estación Central es el Centro Comercial Real Plaza Centro Cívico, ubicado en el Centro Cívico de Lima, ya que con solo subir una escalera llega al centro comercial. La Estación Central y el Real Plaza Centro Cívico están totalmente conectadas, pegadas o totalmente unidas.   
Al ser totalmente subterránea, cuenta con un sistema de ventilación para expulsar los gases que emiten los buses dentro de la estación. Su construcción comenzó el 16 de julio de 2007 con la remoción de las estatuas del Paseo de los Héroes Navales.

## Características
Tiene 10 plataformas para el embarque y desembarque de pasajeros, las entradas se ubican en los extremos suroeste, sureste, noroeste y noreste. Todas ellas cuentan con rampas, escaleras mecánicas y ascensores (solo personas con movilidad reducida) que conectan el nivel inferior de la estación con la superficie. Dispone también de máquinas y taquillas para la compra y recarga de tarjetas además de un centro de atención al usuario, servicios higiénicos, tópico y locales comerciales de diferentes rubros.  

## Servicios

### Troncales
| Servicio troncal | Indicador           | Lunes a viernes                                       | Lunes a viernes                          | Sábado                                   | Sábado                                   | Domingo                                  | Domingo                                  |
| Servicio troncal | Indicador           | Norte a Sur                                           | Sur a Norte                              | Sábado                                   | Sábado                                   | Domingo                                  | Domingo                                  |
| Servicio troncal | Indicador           | Norte a Sur                                           | Sur a Norte                              | Norte a Sur                              | Sur a Norte                              | Norte a Sur                              | Sur a Norte                              |
| ---------------- | ------------------- | ----------------------------------------------------- | ---------------------------------------- | ---------------------------------------- | ---------------------------------------- | ---------------------------------------- | ---------------------------------------- |
| Regular          | Regular A           | 05:00 - 23:00 (estación final e inicial)              | 05:00 - 23:00 (estación final e inicial) | 05:00 - 23:00 (estación final e inicial) | 05:00 - 23:00 (estación final e inicial) | 05:00 - 22:00 (estación final e inicial) | 05:00 - 22:00 (estación final e inicial) |
| Regular          | Regular B           | 10:00 - 23:00 (estación final e inicial)              | 10:00 - 23:00 (estación final e inicial) | 05:00 - 23:00 (estación final e inicial) | 05:00 - 23:00 (estación final e inicial) | 05:00 - 22:00 (estación final e inicial) | 05:00 - 22:00 (estación final e inicial) |
| Regular          | Regular C           | 05:00 - 23:00                                         | 05:00 - 23:00                            | 05:00 - 23:00                            | 05:00 - 23:00                            | 05:00 - 22:00                            | 05:00 - 22:00                            |
| Regular          | Regular D           | 05:00 - 10:00 (estación final e inicial)              | 05:00 - 10:00 (estación final e inicial) | Sin Servicio                             | Sin Servicio                             | Sin Servicio                             | Sin Servicio                             |
| Expreso          | Expreso 1           | 05:30 - 21:00 (estación inicial)                      | 05:00 - 21:00 (estación final)           | 06:30 - 21:00 (estación inicial)         | 06:00 - 21:00 (estación final)           | 06:30 - 21:00 (estación inicial)         | 06:00 - 21:00 (estación final)           |
| Expreso          | Expreso 5           | 09:00 - 17:00                                         | 09:00 - 17:00                            | 05:15 - 20:20                            | 05:15 - 20:20                            | Sin Servicio                             | Sin Servicio                             |
| Expreso          | Expreso 6           | 05:30 - 10:00                                         | Sin servicio                             | Sin Servicio                             | Sin Servicio                             | Sin Servicio                             | Sin Servicio                             |
| Expreso          | Expreso 7           | 05:30 - 09:30                                         | Sin servicio                             | Sin Servicio                             | Sin Servicio                             | Sin Servicio                             | Sin Servicio                             |
| Expreso          | Expreso 8           | 17:00 - 21:00                                         | 17:00 - 21:00                            | Sin Servicio                             | Sin Servicio                             | Sin Servicio                             | Sin Servicio                             |
| Expreso          | Expreso 9           | Sin servicio                                          | 05:30 - 09:00                            | Sin Servicio                             | Sin Servicio                             | Sin Servicio                             | Sin Servicio                             |
| Expreso          | Expreso 10          | 06:00 - 09:00 (estación final)                        | Sin servicio                             | Sin Servicio                             | Sin Servicio                             | Sin Servicio                             | Sin Servicio                             |
| Expreso          | Expreso 11          | 05:00 - 10:00 (estación inicial)                      | 05:45 - 10:45 (estación final)           | Sin Servicio                             | Sin Servicio                             | Sin Servicio                             | Sin Servicio                             |
| Expreso          | Expreso 12          | 05:45 - 10:00 (estación inicial)                      | Sin Servicio                             | Sin Servicio                             | Sin Servicio                             | Sin Servicio                             | Sin Servicio                             |
| Expreso          | Expreso 13          | 05:00 - 10:00 (estación inicial)                      | 05:50 - 10:00 (estación final)           | Sin Servicio                             | Sin Servicio                             | Sin Servicio                             | Sin Servicio                             |
| Expreso          | Super Expreso Norte | 05:00 - 10:00 (estación inicial)                      | 05:30 - 10:00 (estación final)           | Sin Servicio                             | Sin Servicio                             | Sin Servicio                             | Sin Servicio                             |
| Expreso          | Super Expreso Norte | 16:30 - 20:30 (estación inicial)                      | 17:00 - 21:00 (estación final)           | Sin Servicio                             | Sin Servicio                             | Sin Servicio                             | Sin Servicio                             |
| Expreso          | Super Expreso Norte | (Veintidós) de Agosto) 06:00 - 08:00 (estación final) | Sin servicio                             | Sin Servicio                             | Sin Servicio                             | Sin Servicio                             | Sin Servicio                             |

## Galería
|                                                 |
| Totem del acceso suroeste a la Estación Central |

|                                      |
| Rampa suroeste a la Estación Central |

|                                        |
| Ingreso suroeste a la Estación Central |

|                                    |
| Acceso norte a la Estación Central |

|                                       |
| Zona comercial de la Estación Central |

|                                  |
| Embarques de la Estación Central |

|                                  |
| Embarques de la Estación Central |

## Conexiones
La Estación Central, tiene conexión con seis servicios de los corredores complementarios.
| Corredores Complementarios | Corredores Complementarios                              | Corredores Complementarios                | Corredores Complementarios                              | Corredores Complementarios                 |
| Servicio                   | Ruta                                                    | Paradero más cercano                      | Horario                                                 | Acceso desde la estación hacia el paradero |
| -------------------------- | ------------------------------------------------------- | ----------------------------------------- | ------------------------------------------------------- | ------------------------------------------ |
| 301                        | Amancaes - Surco                                        | Bolivia (ambos sentidos)                  | 04:30 - 23:00 (L-V) 05:00 - 23:30 (S) 05:00 - 23:00 (D) | Acceso noroeste                            |
| 303                        | Caja de Agua - Pardo                                    | España (ambos sentidos)                   | 05:30 - 22:00 (L-V) 05:30 - 21:30 (S)                   | Acceso noroeste                            |
| 305                        | Condominios - Pardo                                     | Bolivia (ambos sentidos)                  | 05:00- 04:00 (L-S) 05:00 - 22:30 (D)                    | Acceso noroeste                            |
| 336                        | Amancaes - Pardo                                        | España (ambos sentidos)                   | 05:00 - 23:00 (L-S)                                     | Acceso noroeste                            |
| 404                        | La Capilla (Montenegro) - La Virgen (Magdalena del Mar) | Garcilaso (ambos sentidos)                | 04:30 - 23:00 (L-S) 5:00 - 10:00 (D)                    | Acceso suroeste                            |
| 406                        | La Capilla (Montenegro)- Bolivia (Cercado de Lima)      | Estación Central (S - N) Garcilaso (N -S) | 04:50 - 23:00 (L-S) 5:00 - 22:30 (D)                    | Acceso Noroeste                            |

## Forma de llegar al centro comercialReal PlazaCentro Cívico
Hay una forma de ir de la estación central al centro comercial Real Plaza Centro Cívico.
1. Primero, salir del bus y caminar de acuerdo a las direcciones.
2. Luego, pasar por una tranca y preguntar cual es la escalera correcta.
3. Después, caminar y subir por las escaleras hasta arriba.
4. Finalmente, caminar hasta ver un letrero de tiendas y una salida hacia el centro comercial y viceversa.

## Futura conexión con elMetro de Lima
Como parte de las obras de la Línea 2 del Metro de Lima, se tiene previsto la construcción de una estación ferroviaria que llevará el mismo nombre y que convertirá a la Estación Central en una estación intermodal (primera de su tipo en la ciudad). A través de túneles peatonales, comunicará a los dos principales medios de transporte masivo en Lima. 
Así mismo como parte de los estudios para la Línea 3, se propuso la construcción de una estación en la zona que permita el transbordo entre líneas y buses.